# Obregón
Obregón je meksički poluautomatski pištolj kojeg je sredinom 1930-ih dizajnirao Alejandro Obregón. Vizualno, pištolj podsjeća na čuveni Coltov M1911. Međutim, za razliku od američkog originala, Obregón radi na načelu kratkog trzaja i bravljenja rotacijom cijevi sa šest žljebova a otponac je jednostrukog djelovanja (pritisak na otponac vrši se samo spuštanje udarača na udarnu iglu, a zapinjanje udarača se vrši rukom ili kretanjem zatvarača u stražnji položaj). Ta karakteristika je preuzeta sa Steyrovog Hahn modela.
Pištolj je proizvodila tvrtka Fabrica de Armas iz Mexico Cityja od sredine do kraja 1930-ih. Ukupno je proizvedeno nekoliko tisuća pištolja a vjeruje se da je njih 800 u privatnom vlasništvu časnika meksičke vojske. Obregón danas predstavlja antikvitet među kolekcionarima oružja.

## Vidjeti također
- Ballester-Molina

## Vanjske poveznice
- W. H. B. Smith: "Small Arms of the World. The basic Manual of Military Small Arms. American, British, Russian, German, Italian, Japanese and all other important Nations", 5. obnovljeno i dopunjeno izdanje, Military Service Publishing, Harrisburg PA, 1957.
- Jane's Infantry Weapons, MacDonald & Jane's Publishers, London 1976., ISBN 0-354-00531-6.